# Valea Dadei, Dâmbovița
Valea Dadei este un sat în comuna Hulubești din județul Dâmbovița, Muntenia, România. Se află în partea de vest a județului,  în Platforma Cândești din Podișul Getic.